# Mjällom
Mjällom är en småort (före 2023  tätort)  i Kramfors kommun.

## Historia
Mjällom hette tidigare Nolom som troligen betyder ”landet längst norrut” eller liknande. I slutet av 1600-talet började det skrivas Mjällom, som kanske har varit ett ännu äldre namn. 
Mjällom är säkert en av de äldsta byarna i Nordingrå och har kanske mer än andra byar kommit att präglas av fisket och kontakterna med fiskare söderifrån, de så kallade Gävlefiskarna. Bland de fastboende återfinns namn på borgare från Gävle såsom Törnsten, Söderström och Nordvall. Mjällomshamnen var dock inte så som de flesta andra hamnar efter norrlandskusten en ”gävlebohamn”, här var det Mjälloms hemmansägare som sommarbodde i ”Grunna”. Idag ligger ett 20-tal sjöbodar och båthus vid Mjällomsviken, de flesta på den östra stranden.

### Befolkningsutveckling
| Befolkningsutvecklingen i Mjällom 1950–2020 | Befolkningsutvecklingen i Mjällom 1950–2020 | Befolkningsutvecklingen i Mjällom 1950–2020 | Befolkningsutvecklingen i Mjällom 1950–2020 | Befolkningsutvecklingen i Mjällom 1950–2020 |
| ------------------------------------------- | ------------------------------------------- | ------------------------------------------- | ------------------------------------------- | ------------------------------------------- |
|                                             |                                             |                                             |                                             |                                             |
| År                                          |                                             |                                             | Folkmängd                                   | Areal (ha)                                  |
| 1950                                        | 1950                                        |                                             | 667                                         |                                             |
| 1960                                        | 1960                                        |                                             | 553                                         |                                             |
| 1965                                        | 1965                                        |                                             | 562                                         |                                             |
| 1970                                        | 1970                                        |                                             | 637                                         |                                             |
| 1975                                        | 1975                                        |                                             | 537                                         |                                             |
| 1980                                        | 1980                                        |                                             | 501                                         |                                             |
| 1990                                        | 1990                                        |                                             | 420                                         | 71                                          |
| 1995                                        | 1995                                        |                                             | 410                                         | 71                                          |
| 2000                                        | 2000                                        |                                             | 344                                         | 71                                          |
| 2005                                        | 2005                                        |                                             | 326                                         | 71                                          |
| 2010                                        | 2010                                        |                                             | 275                                         | 71                                          |
| 2015                                        | 2015                                        |                                             | 243                                         | 109                                         |
| 2020                                        | 2020                                        |                                             | 202                                         | 109                                         |
|                                             |                                             |                                             |                                             |                                             |

## Näringsliv
Mjällom var under ett antal decennier ett av landets skoindustriella centrum. Som mest arbetade 300 personer i olika fabriker och producerade stora mängder skor för leverans till bland annat Försvaret. Även tunnbrödstillverkning har genom tiderna utgjort ett betydande inslag i samhället. Mjälloms Tunnbrödsbageri startades av Rut Viberg, gift Ullsten och bageriet lever fortfarande kvar som Sveriges äldsta tunnbrödsbageri. Det drivs fortfarande av familjen Ullsten även om tillverkningen numera sker i Ullånger.
Genom byaföreningen i Mjällom drivs "Kulturfabriken" i Mjällom. Här finns en utförlig utställning som beskriver den företagsanda som fanns och fortfarande lever i Mjällom. I Kulturfabriken finns också en hantverks- och konstutställning där lokala hantverkare har försäljning av sina alster.
Fram till 2020 odlades det lax i en anläggning i Mjällomsviken, nu fiskar man bara på fritiden.
Idag är Gerdins Cutting Technology AB Mjälloms största företag och har ca 26 anställda.

## Mjällomslandet
Mjällomslandet, en liten före detta fiskarby, ligger tre kilometer norr om Mjällom vid Ullångersfjärden. Denna by hade som mest 10 hushåll med sammantaget cirka 35 personer. I dagsläget är antalet åretruntboende litet medan det finns många sommargäster. Från byns stora privatägda brygga. finns båtförbindelse med Ulvön under sommarmånaderna. Mjällomslandet har kvar sin ursprungliga karaktär av fiskeläge där fiskaren oftast även brukade ett torp som komplettering av sin utkomst.

### Fotnoter
1. 1 2  Statistiska småorter 2023, befolkning, landareal, befolkningstäthet per småort, SCB, 28 november 2024, läs online.[källa från Wikidata]
2. ↑  Befolkning i tätorter 1960-2010, SCB, läs online, läst: 18 december 2013.[källa från Wikidata]
3. ↑  Kodnyckel för SCB:s statistiska tätorter och småorter - Koppling mellan gammalt och nytt kodsystem, SCB, 11 november 2021, läs online.[källa från Wikidata]
4. 1 2  Avregistrerade och nyregistrerade statistiska tätorter och småort 2023, förändringar i koder och beteckningar, SCB, 27 november 2024, läs online.[källa från Wikidata]
5. ↑  ”Landareal per tätort, folkmängd och invånare per kvadratkilometer. Vart femte år 1960 - 2016”. Statistiska centralbyrån. Arkiverad från originalet den 13 juni 2017. https://web.archive.org/web/20170613011648/http://www.statistikdatabasen.scb.se/pxweb/sv/ssd/START__MI__MI0810__MI0810A/LandarealTatort/?rxid=ff9309f9-7ecb-480f-a73c-08d86b3e56f8. Läst 18 maj 2017.
6. ↑  ”Folkräkningen den 31 december 1950, totala räkningen folkmängd efter ålder och kön i kommuner, församlingar och tätorter, statistiska centralbyrån 1954”. Arkiverad från originalet den 23 juni 2011. https://www.webcitation.org/5zewoamwt?url=http://www.scb.se/statistik/MI/MI0810/2005A01x/MI0810_2005A01x_SM_MI38SM0703.pdf. Läst 1 februari 2014.
7. ↑  Allehanda - Konstnärlig mångfald i Mjällom